# 小栗香織
小栗 香織（おぐり かおり、1970年9月14日 - ）は、日本の女優・モデル。神奈川県茅ヶ崎市出身。
身長158cm、B82、W57、H84。血液型O型。
女優業のほか、映画監督、グラビアプロデューサーなどの活動をしている。

## 主な出演

### テレビ
- 11PM（日本テレビ・金曜日カバーガール）
- 世にも奇妙な物語　『40年』 （1991年、フジテレビ）
- NIGHT HEAD（1992年、フジテレビ）
- 将軍家光忍び旅II（1992年、テレビ朝日） - お千代 役
- ぽっかぽか2（TBS）
- はぐれ刑事純情派（テレビ朝日）
- 映画みたいな恋したい（テレビ東京）
- エコエコアザラク（1997年、テレビ東京）「小栗華織」名義
- スポーツフロンティア（テレビ朝日）オープニング

### 映画
- 良いおっぱい 悪いおっぱい（1990年）
- オクトパスアーミー シブヤで会いたい（1990年）
- 青春デンデケデケデケ（1992年）
- Love Letter（1995年）- 鈴美 役
- Papillon's Love（2001年・監督も務めている）

### その他
- Changeの瞬間 〜がんサバイバーストーリー〜（2021年9月26日 - 10月3日、朝日放送ラジオ）[2][3]

## 出版

### 写真集
- 小栗香織写真集（1988年・スコラ）
- 四角より丸が好き（1990年・ワニブックス）
- ANOTHER WOMEN（1993年・竹書房）
- 小栗香織十一年後（2000年・新潮社）
- OVER THE RAINBOW（2000年・英知出版）
- 海から、（2001年・英知出版）
- strip（2003年・アスコム）
- switch（2004年・講談社）

### 雑誌
- デラべっぴん No.56（1990年7月号、英知出版）表紙